# Arsène Lambert
Pour les articles homonymes, voir Lambert.
Arsène Mathurin Louis Marie Lambert est un officier général français, né le 23 juin 1834 à Carhaix (Finistère) et mort le 11 janvier 1901 à Paris. Il s'est illustré dans la prise de contrôle du Sénégal par la France et dans la guerre de 1870. Il a été élu du Finistère pour un bref mandat au Sénat en 1900. Il a été fait grand officier de la Légion d'honneur.

## Biographie

### Carrière militaire

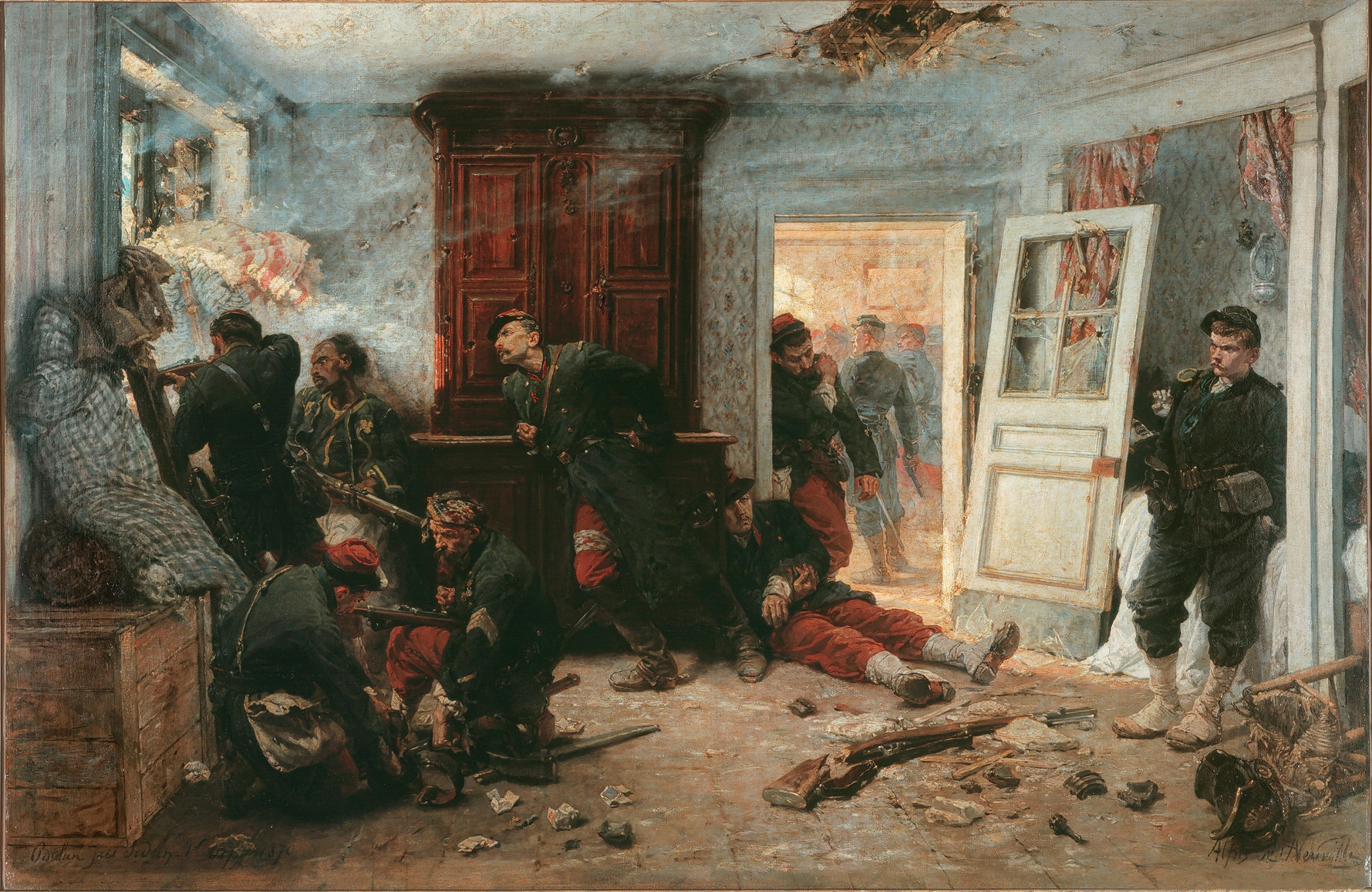
Le commandant Lambert durant la bataille de Bazeilles dans Les Dernières Cartouches (1873).

Sorti de l'école de Saint-Cyr en 1856, il choisit l'infanterie de marine qui est alors engagée dans la conquête du Sénégal. Arrivé là-bas en février 1858, il obtient alors sa première décoration à vingt-cinq ans.
Il est ensuite chargé de prendre le contrôle du Fouta-Djalon en Guinée, dont l'État théocratique peul est jusque-là placé sous le protectorat de la France.
Promu capitaine à vingt-neuf ans, il est affecté sept ans dans l'île de La Réunion et doit contenir des émeutes à Saint-Denis-de-la-Réunion en 1868. En 1869, il est promu chef de bataillon.
En août 1870, il est affecté à l'état-major du général Élie de Vassoigne (12e corps d'armée) et arrive près de Sedan où le maréchal de Mac Mahon a décidé de résister à l'offensive allemande.
Sa 2e brigade d'infanterie de marine fait partie de la Division bleue qui prend et reprend Bazeilles à la 15e division de l'armée de Bavière du général Von der Thann.
Avec une poignée de marsouins sous le commandement du capitaine Aubert, il est, comme commandant, chargé d'organiser la défense de l'auberge Bourgerie qu'on appellera la Maison de la dernière cartouche, car les officiers avaient revendiqué l'honneur de brûler les onze dernières cartouches. Le commandant Lambert est ensuite fait prisonnier.
S'étant évadé, il passe dans l'armée de terre et, le 21 mai 1871, il entre dans Paris pour réduire l'insurrection de la Commune. Il prend le contrôle de nombreux lieux stratégiques comme le Ministère des Affaires étrangères, le Corps législatif et la Gare d'Orléans, faits d'armes qui le font élever au grade d'officier de la Légion d'honneur.
Mais sa promotion semble ralentie, car après avoir été nommé lieutenant-colonel, il ne devient colonel qu'en 1885.
Promu général de brigade en 1890 et connu pour son attachement à la République, il exerce le commandement militaire du Sénat, puis celui de la brigade d'infanterie de Quimper.
Rayé du cadre de l'armée active en 1896, il est promu au grade de grand officier de la Légion d'honneur, puis élu président de la Société nationale des vétérans de terre et de mer et aussi de l'Union des sociétés régimentaires.
Il se fait élire sénateur du Finistère le 28 janvier 1900 en remplacement de Corentin Halléguen, mais ne pourra mettre son empreinte, car il meurt moins d'un an après à Paris.
Siégeant avec la Gauche démocratique, il participe aux débats sur l'organisation des armées coloniales et il demande que des troupes rendent les honneurs à La Tour d'Auvergne à Carhaix, leur lieu de naissance commun, à l'occasion du centenaire de la mort du « Premier grenadier de la République ».
Il préside ensuite la cérémonie dans sa ville natale peu de temps avant son décès au début de 1901.

### Vie privée
À l'exemple de son père, ancien officier sous le Premier Empire et affecté ensuite comme ingénieur des Ponts et Chaussées à La Réunion, Arsène Lambert choisit une carrière militaire qui sera marquée par le lieu de sa jeunesse. Il épousera en 1870, une Française d'origine cubaine, Mademoiselle de l'Isle. Très introduit dans les milieux artistiques et littéraires, il avait des talents de sculpteur et d'historien des guerres qu'il avait faites.
Il est inhumé au cimetière de Montmartre (division 5).

## Hommage
- Rue du Général-Lambert (Paris)